# SsangYong Chairman
SsangYong Chairman — повнорозмірний седан, що виготовляється південнокорейським автовиробником SsangYong з 1997 року. У автомобіля також є подовжена версія - лімузин. У 2008 році представлене нове покоління Chairman, який названий Chairman W, щоб відрізнити від старої Chairman H, яка виготовляється досі. У березні 2012 року відбулася казахстанська презентація даної моделі казахстанської збірки, яка збиралася в місті Костанай.

## SsangYong Chairman 1 (1997-2014)
Автомобіль вперше почав вироблятися в 1997 році для південнокорейського ринку. Його виробник, SsangYong, вже давно виробляв позашляховики і кросовери, і Chairman був його першим седаном . Chairman 1-го покоління був побудований на платформі Mercedes-Benz E-Класу (відомий як W124) 1984 року, але стиль нагадував Mercedes-Benz S-Клас (відомий як W140) 1990-х років.
У 2003 році Chairman отримав рестайлінг передньої решітки радіатора, передніх і задніх фар і покращений інтер'єр.
У 2005 році Chairman H (хоч він і на основі Mercedes-Benz W124 1995 року) мав багато нововведень для автомобіля того часу і тієї ціни, в тому числі: тримачі з підігрівом і охолодженням склянок, задні паркувальні датчики, датчики дощу, антиблокувальну систему гальм, електронний контроль стійкості і антибуксувальну систему, підсвічені написи «Chairman» і задні сидіння з індивідуальним електричним керуванням; кермове колесо могло автоматично рухатися слідом за сидінням водія.
Незважаючи на це, Chairman H дуже погано продається за межами Кореї, в основному через погані відгуки і відсутність дилерів SsangYong. Це було частково усунуто шляхом маркування автомобілів Daewoo в деяких країнах, які також були марковані типовою ґратами Daewoo.
Chairman був перейменований в 2008 році в SsangYong Chairman H для відмінності від нової моделі Chairman W. Chairman H в цілому зберіг ті ж екстер'єр, інтер'єр, двигун, трансмісію і особливості, що і попередні моделі SsangYong. 
У 2011 році Chairman H був знову перероблений, залишаючи при цьому дизайн Mercedes-Benz.
У січні 2015 року інформацію про автомобіль зникла з офіційного сайту компанії. Всього в 2014 році було продано 1,718 автомобілів.

### Двигуни
| Модель      | Роки випуску | Двигун                   | Об'єм    | Потужність         |
| ----------- | ------------ | ------------------------ | -------- | ------------------ |
| 2 .3 L4 150 | 1997-2008    | 4-циліндровий Бензиновий | 2300 см3 | 150 к.с. (110 кВт) |
| 2 .8 L6 200 | 1997-2008    | 6-циліндровий Бензиновий | 2800 см3 | 197 к.с. (145 кВт) |
| 3 .2 L6 220 | 1997-2008    | 6-циліндровий Бензиновий | 3199 см3 | 220 к.с. (162 кВт) |
| 3 .6 L6 280 | 2012-2014    | 6-циліндровий Бензиновий | 3598 см3 | 280 к.с. (206 кВт) |

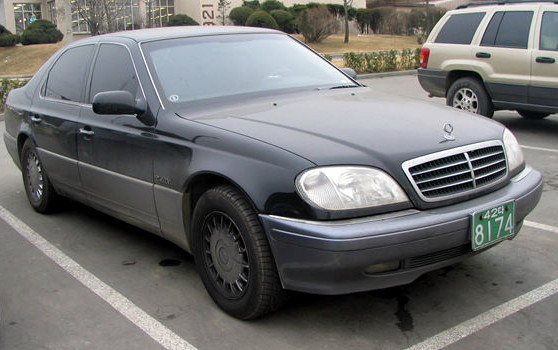
SsangYong Chairman CM (1997-2004)
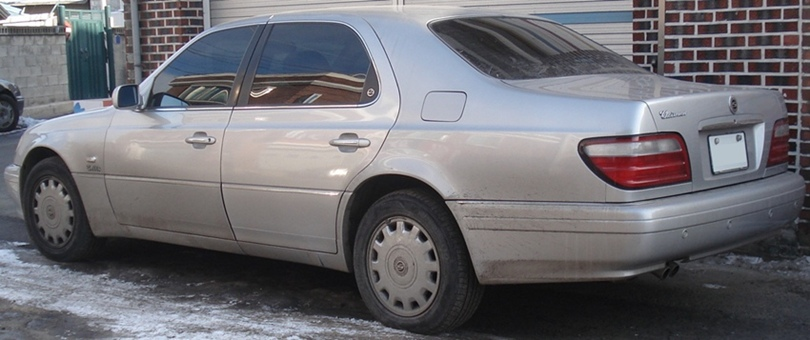
SsangYong Chairman CM (1997-2004)
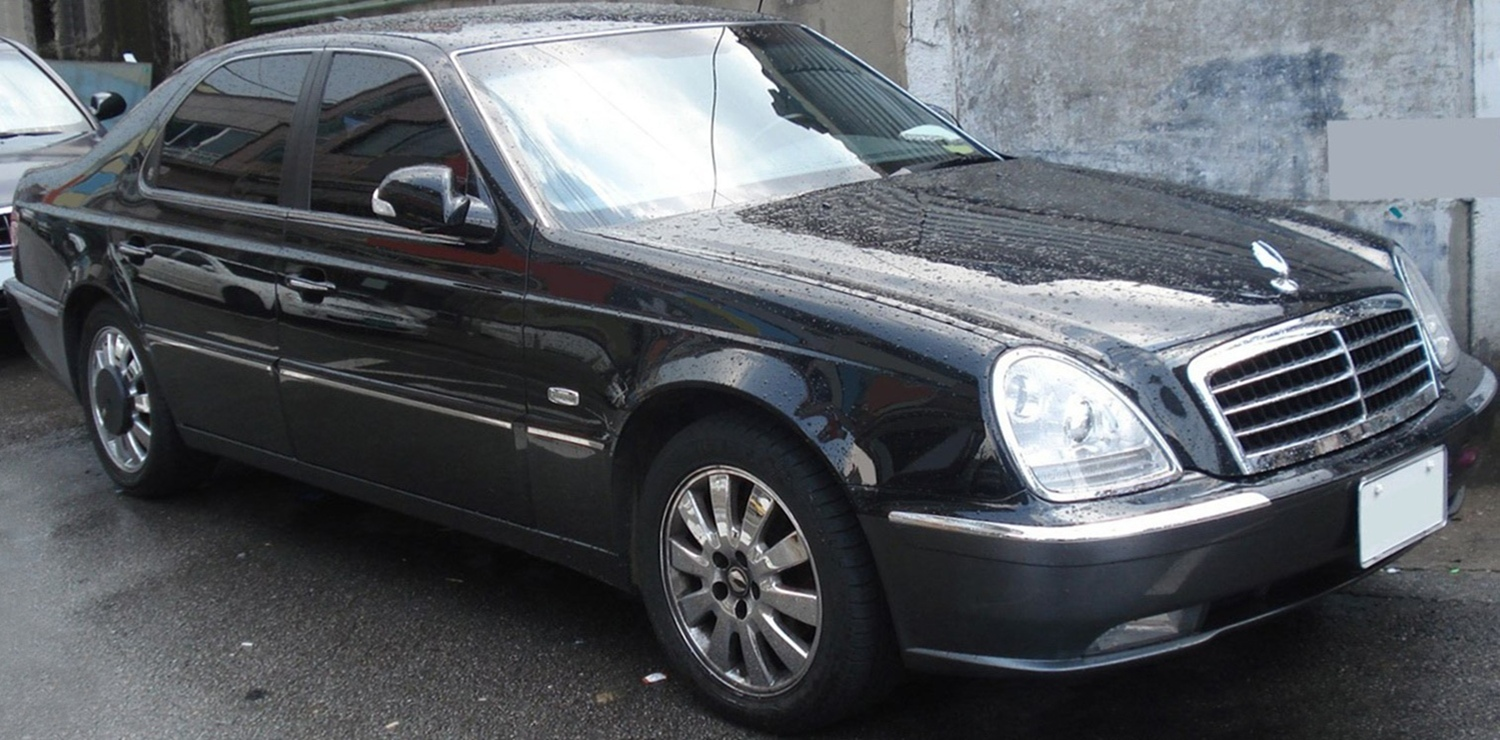
SsangYong Chairman H (2003-2011)
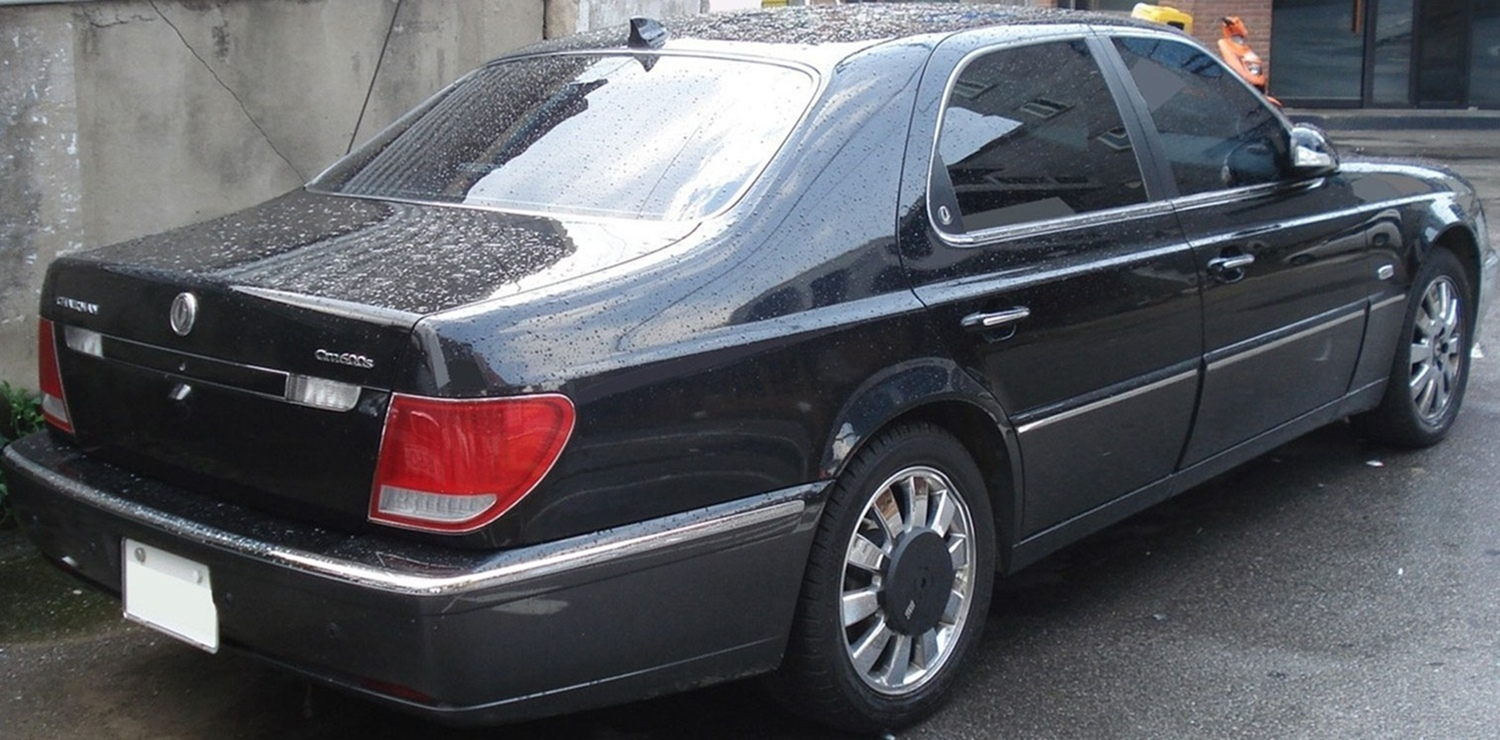
SsangYong Chairman H (2003-2011)
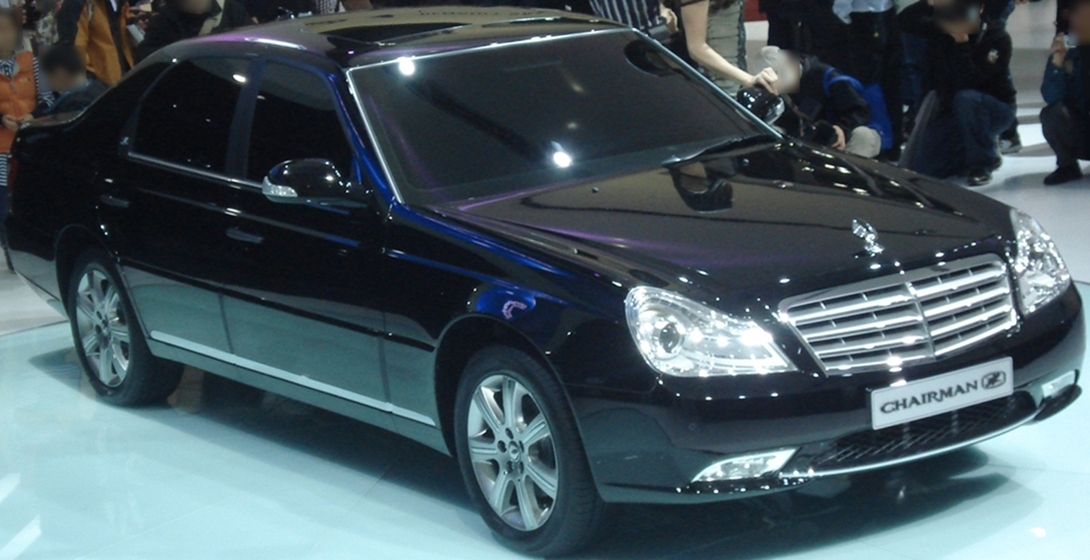
SsangYong Chairman H (2011-2012)
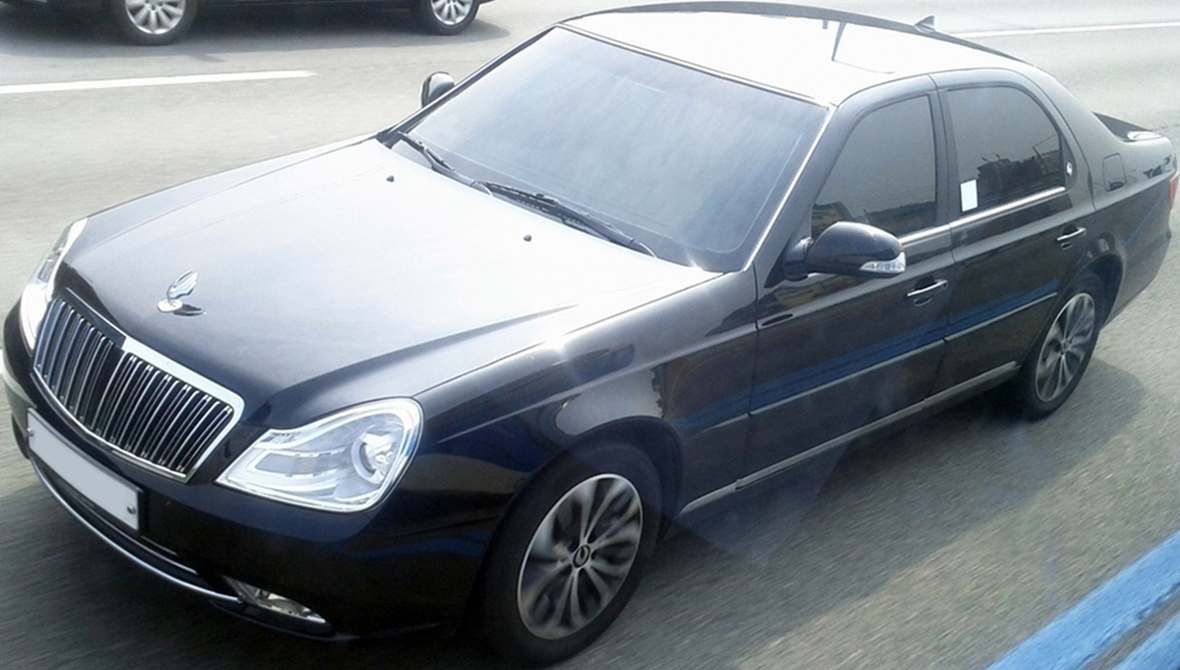
SsangYong Chairman H (2012-2014)

## SsangYong Chairman 2 (2008-2017)
У 2008 році SsangYong розробив свій власний новий флагманський Chairman W. Він є похідним від концепт-кара SsangYong WZ.
«W» означає «World Class».
Chairman W пропонується в шести версіях з трьома двигунами, версією лімузин і додатковим 4-AWD Tronic (Mercedes-Benz 4Matic). XGi360 має електронну систему пневматичної підвіски з відскоком котушки, яка допомагає зменшити шум і вібрацію, а також розширений задній простір для пасажира, дисплеї для управління розважальною системою автомобіля, подібна MyGIG від Chrysler.
Chairman W - перший корейський представницький седан з приводом на всі чотири колеса, як і на дорогих європейських седанах.
У 2011 році Chairman W був перероблений.

### Двигуни
| Модель | Номер   | Двигун                   | Крутний момент | Потужність                          | Витрати пального (км/л) | Максимальна швидкість (км/год) |
| ------ | ------- | ------------------------ | -------------- | ----------------------------------- | ----------------------- | ------------------------------ |
| 3.2 L6 | XGi3200 | 6-циліндровий Бензиновий | 3199 см3       | 225 к.с. (165.5 кВт) при 6600 об/хв | 8.1                     | 250                            |
| 3.6 L6 | XGi3600 | 6-циліндровий Бензиновий | 3598 см3       | 250 к.с. (184 кВт) при 6600 об/хв   | 7.8                     | 250                            |
| 5.0 V8 | XGi5000 | 8-циліндровий Бензиновий | 4966 см3       | 306 к.с. (225 кВт) при 5600 об/хв   | 7.3                     | 250                            |

|                                   |
| SsangYong Chairman W (2008-20111) |

|                                   |
| SsangYong Chairman W (2008-20111) |

|                                  |
| SsangYong Chairman W (2011-2017) |

|                                  |
| SsangYong Chairman W (2011-2017) |